# Campeonato Europeo de Balonmano Masculino Sub-20 de 2022
El Campeonato Europeo de Balonmano Masculino Sub-20 de 2022 es la 13.ª edición del Campeonato Europeo de Balonmano Masculino Sub-20, y se celebra en Oporto, Portugal.

## Fase de grupos

### Grupo A
| Equipo   | J | G | E | P | GF  | GC  | DG  | PTS |
| -------- | - | - | - | - | --- | --- | --- | --- |
| Portugal | 3 | 3 | 0 | 0 | 112 | 92  | +20 | 6   |
| España   | 3 | 2 | 0 | 1 | 114 | 93  | +21 | 4   |
| Polonia  | 3 | 1 | 0 | 2 | 95  | 108 | -13 | 2   |
| Noruega  | 3 | 0 | 0 | 3 | 77  | 105 | -28 | 0   |

- Resultados

| Fecha | Hora  | Partido  | Partido | Partido  | Resultado |
| ----- | ----- | -------- | ------- | -------- | --------- |
| 07.07 | 17:00 | España   | -       | Noruega  | 38-25     |
| 07.07 | 19:45 | Portugal | -       | Polonia  | 41-31     |
| 08.07 | 17:00 | Polonia  | -       | España   | 32-41     |
| 08.07 | 19:30 | Noruega  | -       | Portugal | 26-35     |
| 10.07 | 17:00 | Noruega  | -       | Polonia  | 26-32     |
| 10.07 | 19:30 | España   | -       | Portugal | 35-36     |

### Grupo B
| Equipo      | J | G | E | P | GF | GC  | DG  | PTS |
| ----------- | - | - | - | - | -- | --- | --- | --- |
| Dinamarca   | 3 | 2 | 0 | 1 | 94 | 85  | +9  | 4   |
| Hungría     | 3 | 2 | 0 | 1 | 96 | 71  | +25 | 4   |
| Eslovenia   | 3 | 1 | 0 | 2 | 77 | 92  | -15 | 2   |
| Islas Feroe | 3 | 1 | 0 | 2 | 81 | 100 | -19 | 2   |

- Resultados

| Fecha | Hora  | Partido     | Partido | Partido     | Resultado |
| ----- | ----- | ----------- | ------- | ----------- | --------- |
| 07.07 | 12:00 | Dinamarca   | -       | Islas Feroe | 32-33     |
| 07.07 | 14:30 | Eslovenia   | -       | Hungría     | 22-31     |
| 08.07 | 12:00 | Islas Feroe | -       | Eslovenia   | 27-28     |
| 08.07 | 14:30 | Hungría     | -       | Dinamarca   | 25-28     |
| 10.07 | 12:00 | Hungría     | -       | Islas Feroe | 40-21     |
| 10.07 | 14:30 | Eslovenia   | -       | Dinamarca   | 27-34     |

### Grupo C
| Equipo     | J | G | E | P | GF | GC | DG  | PTS |
| ---------- | - | - | - | - | -- | -- | --- | --- |
| Suecia     | 3 | 3 | 0 | 0 | 89 | 67 | +22 | 6   |
| Francia    | 3 | 2 | 0 | 1 | 76 | 75 | +1  | 4   |
| Croacia    | 3 | 1 | 0 | 2 | 73 | 75 | -2  | 2   |
| Montenegro | 3 | 0 | 0 | 3 | 67 | 88 | -21 | 0   |

- Resultados

| Fecha | Hora  | Partido    | Partido | Partido    | Resultado |
| ----- | ----- | ---------- | ------- | ---------- | --------- |
| 07.07 | 12:00 | Suecia     | -       | Montenegro | 31-19     |
| 07.07 | 19:30 | Croacia    | -       | Francia    | 21-23     |
| 08.07 | 17:00 | Montenegro | -       | Croacia    | 25-28     |
| 08.07 | 19:30 | Francia    | -       | Suecia     | 24-31     |
| 10.07 | 12:00 | Croacia    | -       | Suecia     | 24-27     |
| 10.07 | 14:30 | Francia    | -       | Montenegro | 29-23     |

### Grupo D
| Equipo   | J | G | E | P | GF  | GC | DG  | PTS |
| -------- | - | - | - | - | --- | -- | --- | --- |
| Serbia   | 3 | 2 | 1 | 0 | 95  | 87 | +8  | 5   |
| Alemania | 3 | 2 | 0 | 1 | 100 | 86 | +14 | 4   |
| Italia   | 3 | 1 | 0 | 2 | 82  | 95 | -13 | 2   |
| Islandia | 3 | 0 | 1 | 2 | 81  | 90 | -9  | 1   |

- Resultados

| Fecha | Hora  | Partido  | Partido | Partido  | Resultado |
| ----- | ----- | -------- | ------- | -------- | --------- |
| 07.07 | 14:30 | Alemania | -       | Italia   | 35-26     |
| 07.07 | 17:00 | Islandia | -       | Serbia   | 28-28     |
| 08.07 | 12:00 | Italia   | -       | Islandia | 27-26     |
| 08.07 | 14:30 | Serbia   | -       | Alemania | 33-30     |
| 10.07 | 17:00 | Alemania | -       | Islandia | 35-27     |
| 10.07 | 19:30 | Italia   | -       | Serbia   | 29-34     |

## Main Round

### Grupo I
| Equipo    | J | G | E | P | GF  | GC  | DG | PTS |
| --------- | - | - | - | - | --- | --- | -- | --- |
| Portugal  | 3 | 2 | 0 | 1 | 92  | 88  | +4 | 4   |
| España    | 3 | 2 | 0 | 1 | 107 | 100 | +7 | 4   |
| Dinamarca | 3 | 1 | 0 | 2 | 82  | 91  | -9 | 2   |
| Hungría   | 3 | 1 | 0 | 2 | 88  | 90  | -2 | 2   |

- Resultados

| Fecha | Hora  | Partido   | Partido | Partido   | Resultado |
| ----- | ----- | --------- | ------- | --------- | --------- |
| 12.07 | 17:00 | España    | -       | Hungría   | 32-30     |
| 12.07 | 19:30 | Portugal  | -       | Dinamarca | 26-20     |
| 13.07 | 17:00 | Dinamarca | -       | España    | 34-40     |
| 13.07 | 19:30 | Hungría   | -       | Portugal  | 33-30     |

| Equipo   | J | G | E | P | GF | GC | DG | PTS |
| -------- | - | - | - | - | -- | -- | -- | --- |
| Serbia   | 3 | 2 | 0 | 1 | 93 | 95 | -2 | 4   |
| Suecia   | 3 | 2 | 0 | 1 | 87 | 81 | +6 | 4   |
| Alemania | 3 | 1 | 0 | 2 | 87 | 89 | -2 | 2   |
| Francia  | 3 | 1 | 0 | 2 | 89 | 91 | -2 | 2   |

- Resultados

| Fecha | Hora  | Partido  | Partido | Partido  | Resultado |
| ----- | ----- | -------- | ------- | -------- | --------- |
| 12.07 | 17:00 | Francia  | -       | Alemania | 27-32     |
| 12.07 | 19:30 | Suecia   | -       | Serbia   | 27-32     |
| 13.07 | 17:00 | Serbia   | -       | Francia  | 28-38     |
| 13.07 | 19:30 | Alemania | -       | Suecia   | 25-29     |

## Fase final
|  | Semifinales | Semifinales |             |    | Final | Final |
|  |             |             |             |    |       |       |
|  | 15 de julio |             |             |    |       |       |
|  |             |             |             |    |       |       |
|  | Portugal    | 25          |             |    |       |       |
|  | Portugal    | 25          | 17 de julio |    |       |       |
|  | Suecia      | 24          |             |    |       |       |
|  | Suecia      | 24          | Portugal    | 35 |       |       |
|  | 15 de julio |             | Portugal    | 35 |       |       |
|  |             | España      | 37          |    |       |       |
|  | Serbia      | España      | 37          | 29 |       |       |
|  | Serbia      |             |             | 29 |       |       |
|  | España      | 32          |             |    |       |       |
|  | España      | 32          | 3ª plaza    |    |       |       |
|  |             |             |             |    |       |       |
|  | 17 de julio |             |             |    |       |       |
|  |             |             |             |    |       |       |
|  | Suecia      | 26          |             |    |       |       |
|  | Suecia      | 26          |             |    |       |       |
|  | Serbia      | 30          |             |    |       |       |

| Europeo sub-20 2022 |
| ------------------- |
|                     |
| España 3.er Título  |

## Clasificación general
| Posición | Equipo      |
| -------- | ----------- |
|          | España      |
|          | Portugal    |
|          | Serbia      |
| 4        | Suecia      |
| 5        | Hungría     |
| 6        | Francia     |
| 7        | Alemania    |
| 8        | Dinamarca   |
| 9        | Eslovenia   |
| 10       | Islas Feroe |
| 11       | Islandia    |
| 12       | Italia      |
| 13       | Polonia     |
| 14       | Croacia     |
| 15       | Noruega     |
| 16       | Montenegro  |